# SC Potsdam (Fußball)
Die Sektion Fußball des SC Potsdam bestand zwischen 1961 und 1966. Sie wurde danach in die BSG Motor Babelsberg eingegliedert. 

## Entwicklung
Der SC Potsdam wurde am 1. Januar 1961 im Zuge der Weiterentwicklung des DDR-Sports im Blick auf die Olympischen Spiele 1964 und 1968 gegründet. Im Blickpunkt stand zunächst die Sektion Fußball, deren Mannschaften als erste Wettkämpfe bestritten. Sie übernahm die 1. Mannschaft der BSG Rotation Babelsberg und nahm deren Platz in der zweitklassigen DDR-Liga ein. Namhaft verstärkt wurde die Mannschaft lediglich durch den Torwart Gerhard Rössel vom SC Turbine Erfurt, den Abwehrspieler Hans Pollaene vom SC Aufbau Magdeburg und den Junioren-Nationalspieler Rainer Geserich von der BSG Rotation. 
In seiner ersten Saison 1961/62 erreichte der SC Potsdam Platz vier in der DDR-Liga, was eine deutliche Verbesserung gegenüber dem letzten Ergebnis der BSG Rotation um sechs Plätze bedeutete. Im Pokalwettbewerb scheiterten die Potsdamer erst im Viertelfinale nach einer 0:2-Niederlage am Oberligisten und späteren Pokalsieger SC Chemie Halle. In den folgenden drei Spielzeiten ohne starke Neuzugänge stagnierte die Leistung der Fußballmannschaft, die Tendenz war mit den Plätzen 5, 8 und 9 sichtbar absteigend. Auch im Pokal verschlechterte sich das Abschneiden von Saison zu Saison. Während der Spielerstamm in vier Spielzeiten mit 17 Spielern relativ konstant blieb, gab es auf dem Trainerposten zahlreiche Wechsel. In den ersten beiden Spielzeiten arbeitete jeweils ein Dreierteam, zu dem zweimal der Ex-Nationalspieler und Rekordschütze der DDR-Oberliga Johannes Schöne gehörte. Er sprang auch 1964 noch einmal ein, nachdem der bisherige Trainer Werner Tonke entlassen worden war. Zuletzt trainierte der ehemalige Gau- und Oberligaspieler Gerhard Richter die Potsdamer Mannschaft. 
Als der SC Potsdam die Hinrunde der DDR-Liga 1965/66 mit Platz acht abgeschlossen hatte, wurde die Hoffnung aufgegeben, die Fußballsektion könnte sich zu einem Leistungsträger im DDR-Fußball entwickeln. Am 8. Januar 1966 wechselten die Sportclub-Fußballer zur BSG Motor Babelsberg. Diese hatte bisher in der fünftklassigen Kreisklasse gespielt, nahm aber in der Rückrunde der Saison 1965/66 den Platz des SC Potsdam in der DDR-Liga ein. Bis zum Saisonende fiel die BSG Motor noch auf Platz elf zurück.

## Spieler-Statistik
In den viereinhalb Spielzeiten wurden vom SC Potsdam 39 Spieler in der 1. Mannschaft eingesetzt. Bei 140 ausgetragenen Punktspielen wurden sechs Spieler in 100 und mehr Begegnungen aufgeboten:
| Name                | Einsätze |
| Klaus Benkert       | 135      |
| Frithjof Jacob      | 125      |
| Edgar Borowitz      | 122      |
| Werner Pooch        | 119      |
| Heinz Dresler       | 109      |
| Siegfried Aldermann | 100      |

Der erfolgreichste Torschütze war Heinz Dresler, der bei seinen 109 Ligaspielen 38 Treffer erzielte. Ihm folgten Siegfried Aldermann mit 30 Toren in 100 Spielen und Edgar Borowitz, der in 122 Punktspielen 23-mal traf.